# Dystrykt Mampikony
Mampikony – dystrykt w północnym Madagaskarze. Jest częścią regionu sofijskiego i graniczy z dystryktami: Marovoay, Boriziny (Port-Bergé) na północy, Ambatoboeny na zachodzie, Tsaratanana na południu oraz Andilamena wschodzie.
Jego powierzchnia wynosi 4 611 km², a populacja została oszacowana na 84 375 w 2001 roku. 
Dystrykt jest podzielony na 6 powiatów. 